# Taika Waititi

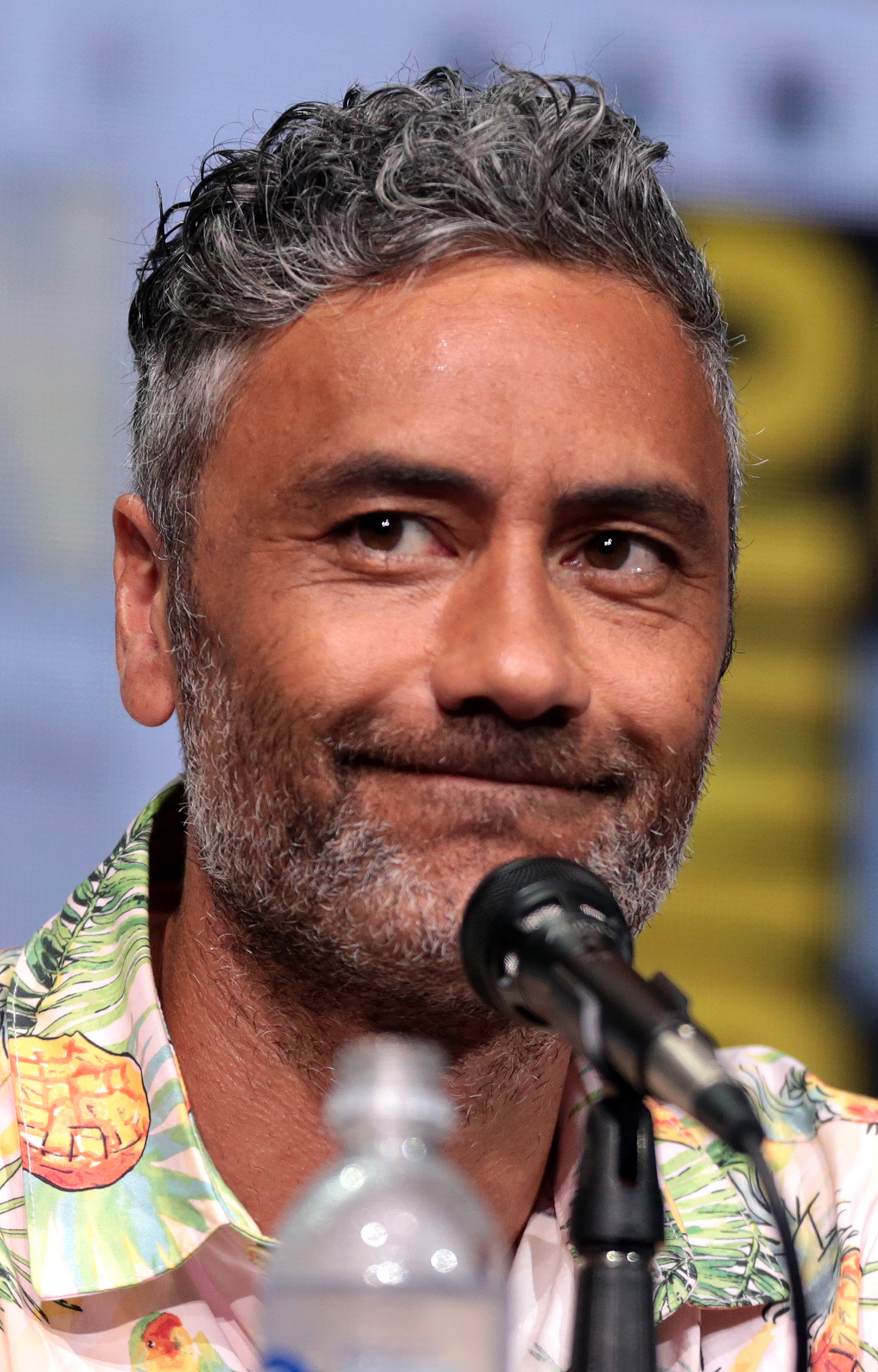
Taika Waititi (2017)

Taika Waititi, właśc. Taika David Cohen (ur. 16 sierpnia 1975 w Wellington) – nowozelandzki reżyser, scenarzysta, producent, aktor filmowy i komik pochodzenia maorysko-żydowskiego. Laureat Oscara za najlepszy scenariusz adaptowany do filmu Jojo Rabbit (2019).

## Życiorys
Taika David Cohen urodził się w Raukokore w regionie Zatoki Obfitości Nowej Zelandii na Wyspie Północnej i dorastał najpierw na wschodnim wybrzeżu, a następnie w dolinie Aro w stołecznym Wellington. Jest synem Maorysa pochodzącego z obszaru plemiennego (iwi) Te Whānau-ā-Apanui oraz nowozelandzkiej Żydówki o korzeniach rosyjskich i irlandzkich. Sam Taika Waititi opisuje siebie jako „polinezyjskiego Żyda”.
Zajmuje się różnymi aspektami sztuki filmowej - jest aktorem, scenarzystą oraz reżyserem. Jego krótkometrażowy film Dwa samochody, jedna noc (2003) został nominowany do Oscara.
W 2007 debiutował w pełnym metrażu komedią Orzeł kontra rekin, opowieścią o miłości niedostosowanych życiowo dwudziestopięciolatków. Współpracuje z komediowym projektem muzycznym Flight of the Conchords, z kolei główną rolę męską w Orle kontra rekin gra Jemaine Clement. Wyreżyserował również filmy Co robimy w ukryciu (2014) i Dzikie łowy (2016). W roku 2017 oraz 2022 do kin trafiły dwa filmy Marvel Studios, których był reżyserem:Thor: Ragnarok (2017), a następnie Thor: Miłość i grom (2022).
Jest też jednym z reżyserów pierwszego serialu aktorskiego osadzonego w uniwersum Gwiezdnych wojen – The Mandalorian.
Zasiadał w jury konkursu głównego na 75. MFF w Wenecji (2018). Otrzymał Oscara za najlepszy scenariusz adaptowany do filmu Jojo Rabbit (2019).
W 2022 ożenił się z piosenkarką Ritą Orą.

## Filmografia

### Reżyser
- Dwa samochody, jedna noc (2004)
- Synowie wojny (2005)
- Orzeł kontra rekin (2007)
- 42 One Dream Rush (2009)
- Boy (2010)
- Co robimy w ukryciu (2014)
- Dzikie łowy (2016)
- Thor: Ragnarok (2017)
- Jojo Rabbit (2019)
- The Mandalorian (2019, 1 odcinek)
- Thor: Miłość i grom (2022)
- Pierwszy gol (2023)

### Aktor
- Zapach trawki, smak wolności (1999) jako Alex
- A New Way Home (2001) jako Max
- Zmienić skóre (2001) jako Nelson
- Orzeł kontra rekin (2007) jako Gordon
- Boy (2010) jako Alamein
- Zielona Latarnia (2011) jako Thomas Kalmaku
- Co robimy w ukryciu (2014) jako Viago
- Dzikie łowy (2016) jako duchowny
- Thor: Ragnarok (2017) jako Korg (głos)
- Jojo Rabbit (2019) jako Adolf Hitler
- Avengers: Koniec gry (2019) jako Korg (głos)
- The Mandalorian (2019) jako IG-11 (głos, serial)
- Co robimy w ukryciu (2019–2021) jako Viago (serial)
- Legion samobójców: The Suicide Squad (2021) jako Ratcatcher (ojciec Cleo)
- Free Guy (2021) jako Antwan
- Szalony świat Louisa Waina (2021) jako Max Kase
- Nasza bandera znaczy śmierć (2022) jako Czarnobrody
- Thor: Miłość i grom (2022) jako Korg (głos)

## Nagrody
- Nagroda Akademii Filmowej Najlepszy scenariusz adaptowany: 2020 Jojo Rabbit
- Nagroda BAFTA Najlepszy scenariusz adaptowany: 2020 Jojo Rabbit